# Lista de deputados estaduais do Rio de Janeiro da 4.ª legislatura
Esta é a lista de deputados estaduais do Rio de Janeiro eleitos para a legislatura 1987–1991.

## Composição das bancadas
| Partido | Líder                  | Bancada | Posição      |
| ------- | ---------------------- | ------- | ------------ |
| PMDB    | Pedro Fernandes        | 18 / 70 | Governo      |
| PDT     | Jorge Roberto Silveira | 17 / 70 | Oposição     |
| PFL     | Ivo Saldanha           | 10 / 70 | Governo      |
| PTB     | Eraldo Macedo          | 5 / 70  | Governo      |
| PL      | Veiga de Brito         | 4 / 70  | Governo      |
| PT      | Carlos Minc            | 4 / 70  | Oposição     |
| PSB     | Milton Temer           | 2 / 70  | Oposição     |
| PASART  | Noé da Silva           | 2 / 70  | Oposição     |
| PDC     | Daniel Figueiredo      | 2 / 70  | Governo      |
| PTR     | Rubens Bomtempo        | 2 / 70  | Governo      |
| PCdoB   | Jandira Feghali        | 1 / 70  | Governo      |
| PDS     | Antônio Lopes          | 1 / 70  | Oposição     |
| PTN     | Djanir Soares          | 1 / 70  | Independente |
| PMN     | Floriano Cinelli       | 1 / 70  | Independente |

## Deputados Estaduais
No Rio de Janeiro foram eleitos setenta (70) deputados estaduais.
| Deputados estaduais eleitos | Partido | Votação | Percentual | Cidade onde nasceu    | Unidade federativa  |
| Jandira Feghali             | PCdoB   | 91.977  |            | Curitiba              | Paraná              |
| Eraldo Macedo               | PTB     | 47.365  |            | Rio de Janeiro        | Rio de Janeiro      |
| Átila Nunes                 | PMDB    | 38.529  |            | Rio de Janeiro        | Rio de Janeiro      |
| Jorge Roberto Silveira      | PDT     | 37.023  |            | Niterói               | Rio de Janeiro      |
| Ivo Saldanha                | PFL     | 33.857  |            | Rio de Janeiro        | Rio de Janeiro      |
| Anthony Garotinho           | PDT     | 33.439  |            | Campos dos Goytacazes | Rio de Janeiro      |
| Albano Reis                 | PFL     | 32.653  |            | Rio de Janeiro        | Rio de Janeiro      |
| Heloneida Studart           | PMDB    | 32.143  |            | Fortaleza             | Ceará               |
| Pedro Fernandes             | PMDB    | 30.817  |            | Parelhas              | Rio Grande do Norte |
| Sérgio Diniz                | PMDB    | 30.751  |            | Nova Iguaçu           | Rio de Janeiro      |
| Alberto Brizola             | PDT     | 29.184  |            | Triunfo               | Rio Grande do Sul   |
| Jardanes de Oliveira        | PDT     | 27.133  |            | Duque de Caxias       | Rio de Janeiro      |
| Fernando Lopes              | PDT     | 26.664  |            | Rio de Janeiro        | Rio de Janeiro      |
| Luiz Barbosa Correa         | PMDB    | 25.416  |            | Teresópolis           | Rio de Janeiro      |
| Paulo Antunes               | PMDB    | 25.123  |            | Macaé                 | Rio de Janeiro      |
| Carlos Minc                 | PT      | 24.641  |            | Rio de Janeiro        | Rio de Janeiro      |
| José Nader                  | PDT     | 24.326  |            | Bananal               | São Paulo           |
| Aires Abdalla               | PMDB    | 23.860  |            | Rio Bonito            | Rio de Janeiro      |
| Farid Abrahão David         | PFL     | 23.621  |            | Nilópolis             | Rio de Janeiro      |
| Veiga de Brito              | PL      | 23.619  |            | Rio de Janeiro        | Rio de Janeiro      |
| Eduardo Chuahy              | PDT     | 22.819  |            | Rio de Janeiro        | Rio de Janeiro      |
| Napoleão Veloso             | PMDB    | 22.510  |            | São Gonçalo           | Rio de Janeiro      |
| Daisy Lúcidi                | PFL     | 22.271  |            | Rio de Janeiro        | Rio de Janeiro      |
| João Caldara                | PMDB    | 22.089  |            | Belford Roxo          | Rio de Janeiro      |
| José Cozzolino              | PFL     | 21.186  |            | Magé                  | Rio de Janeiro      |
| Silvério Espírito Santo     | PMDB    | 20.896  |            | Duque de Caxias       | Rio de Janeiro      |
| Alberto Dauaire             | PMDB    | 20.887  |            | Campos dos Goytacazes | Rio de Janeiro      |
| Gilberto Rodrigues          | PMDB    | 20.799  |            | Nilópolis             | Rio de Janeiro      |
| Ademar Alves                | PTB     | 20.557  |            | Itaboraí              | Rio de Janeiro      |
| Iara Vargas                 | PDT     | 19.993  |            | São Borja             | Rio Grande do Sul   |
| Elias Camilo Jorge          | PMDB    | 19.670  |            | Petrópolis            | Rio de Janeiro      |
| José Figorelle              | PMDB    | 19.456  |            | Nova Friburgo         | Rio de Janeiro      |
| Fernando Miguel             | PMDB    | 19.405  |            | Mesquita              | Rio de Janeiro      |
| Cláudio Moacyr              | PDT     | 18.952  |            | Macaé                 | Rio de Janeiro      |
| Jorge Pimentel              | PMDB    | 18.607  |            | Rio das Ostras        | Rio de Janeiro      |
| Paulo Cordeiro              | PFL     | 18.408  |            | Queimados             | Rio de Janeiro      |
| Nilo Teixeira               | PMDB    | 17.882  |            | Rio de Janeiro        | Rio de Janeiro      |
| Elmiro Coutinho             | PMDB    | 17.401  |            | Barra Mansa           | Rio de Janeiro      |
| Milton Temer                | PSB     | 17.120  |            | Rio de Janeiro        | Rio de Janeiro      |
| Aluísio Gama                | PDT     | 17.083  |            | Itaguaí               | Rio de Janeiro      |
| Roberto Pinto               | PFL     | 16.840  |            | Rio de Janeiro        | Rio de Janeiro      |
| Luiz Sales                  | PT      | 16.319  |            | Araruama              | Rio de Janeiro      |
| Jorge David                 | PFL     | 16.216  |            | Nilópolis             | Rio de Janeiro      |
| Carlos Correa               | PDT     | 16.006  |            | São João de Meriti    | Rio de Janeiro      |
| Mesquita Bráulio            | PFL     | 15.421  |            | São Pedro da Aldeia   | Rio de Janeiro      |
| Roberto Figueiredo          | PTB     | 14.861  |            | Japeri                | Rio de Janeiro      |
| Amadeu Chacar               | PDT     | 14.565  |            | Itaperuna             | Rio de Janeiro      |
| Josias Ávila Júnior         | PFL     | 14.236  |            | São Gonçalo           | Rio de Janeiro      |
| Alice Tamborindeguy         | PDT     | 14.194  |            | Rio de Janeiro        | Rio de Janeiro      |
| Altino Moreira              | PTB     | 14.088  |            | Rio de Janeiro        | Rio de Janeiro      |
| Alcides Fonseca             | PTB     | 13.433  |            | Volta Redonda         | Rio de Janeiro      |
| José Nicolau                | PL      | 13.176  |            | Rio de Janeiro        | Rio de Janeiro      |
| Aloísio Trindade            | PDT     | 13.139  |            | Rio de Janeiro        | Rio de Janeiro      |
| Lúcia Arruda                | PT      | 12.715  |            | Itaperuna             | Rio de Janeiro      |
| Luiz Henrique de Lima       | PDT     | 12.625  |            | Barra do Piraí        | Rio de Janeiro      |
| Carlos Vignoli              | PDT     | 12.364  |            | Seropédica            | Rio de Janeiro      |
| Edson Ezequiel              | PDT     | 12.260  |            | Recife                | Pernambuco          |
| Godofredo Pinto             | PSB     | 12.241  |            | Campos dos Goytacazes | Rio de Janeiro      |
| Domingos de Freitas         | PL      | 11.647  |            | São Paulo             | São Paulo           |
| Antônio Francisco Neto      | PL      | 9.702   |            | Volta Redonda         | Rio de Janeiro      |
| Noé da Silva                | PASART  | 9.050   |            | Rio de Janeiro        | Rio de Janeiro      |
| Daniel Figueiredo           | PDC     | 9.045   |            | Rio de Janeiro        | Rio de Janeiro      |
| Rubens Bomtempo             | PTR     | 9.010   |            | Petrópolis            | Rio de Janeiro      |
| Ernani Coelho               | PT      | 8.128   |            | Saquarema             | Rio de Janeiro      |
| Antônio Lopes               | PDS     | 8.021   |            | São João de Meriti    | Rio de Janeiro      |
| Oton São Paio               | PTR     | 6.509   |            | Três Rios             | Rio de Janeiro      |
| Nicanor Campanário          | PASART  | 5.979   |            | Valença               | Rio de Janeiro      |
| Waldir Vieira               | PDC     | 5.212   |            | Guapimirim            | Rio de Janeiro      |
| Djanir Soares               | PTN     | 4.302   |            | Rio Bonito            | Rio de Janeiro      |
| Floriano Cinelli            | PMN     | 2.837   |            | Cachoeiras de Macacu  | Rio de Janeiro      |